# Pietro Scarnera
Pietro Scarnera est un journaliste, illustrateur et auteur de bande dessinée italien né à Turin en 1979.

## Biographie
Pietro Scarnera vit à Bologne où il travaille dans la communication et le journalisme. Il a réalisé des bandes dessinées et des illustrations pour Amenità et Doppiozero. Il est l'un des fondateurs du project Graphic News. 

## Publications

### En italien
- Diario di un Addio, Comma 22, 2010
- Una stella tranquilla, Comma 22, 2014

### En français
- Journal d’un Adieu, Çà et là, 2012
- Une étoile tranquille - Portrait sentimental de Primo Levi, Rackham, 2015

## Prix et récompenses
- Prix révélation au Festival d'Angoulême 2016 pour Une étoile tranquille - Portrait sentimental de Primo Levi[1]